# Kranjska Rinka
Il Kranjska Rinka con 2.543  m s.l.m. è una cima delle Alpi di Kamnik e della Savinja.

## Descrizione
La vette è situata nel comune di Jezersko, è 20 metri più alta del vicino Koroška Rinka.